# Pierre-Denis Martin
Pierre-Denis Martin, född 1663 i Paris, död 1742 i Paris, var en fransk målare. Hans motivkrets utgörs av historiska företeelser, strider, jakter och arkitektoniska vyer, särskilt av kungliga residens, exempelvis Versailles och Château de Compiègne. Han var också känd som Martin den yngre (le jeune) eller Martin des Gobelins, eftersom han var anställd vid Les Gobelins.
Pierre-Denis Martin föddes i Paris och sägs ha varit elev till Adam Frans van der Meulen och Parrocel. Han utförde en serie målningar vid Château de Choisy, vilka nu befinner sig i slottet i Versailles.
Ordboken över konstnärer av Bellier de la Chavignerie och Auvray tillskriver felaktigt flera målningar av Pierre-Denis Martin i Versailles museum till Jean-Baptiste Martin.

## Galleri

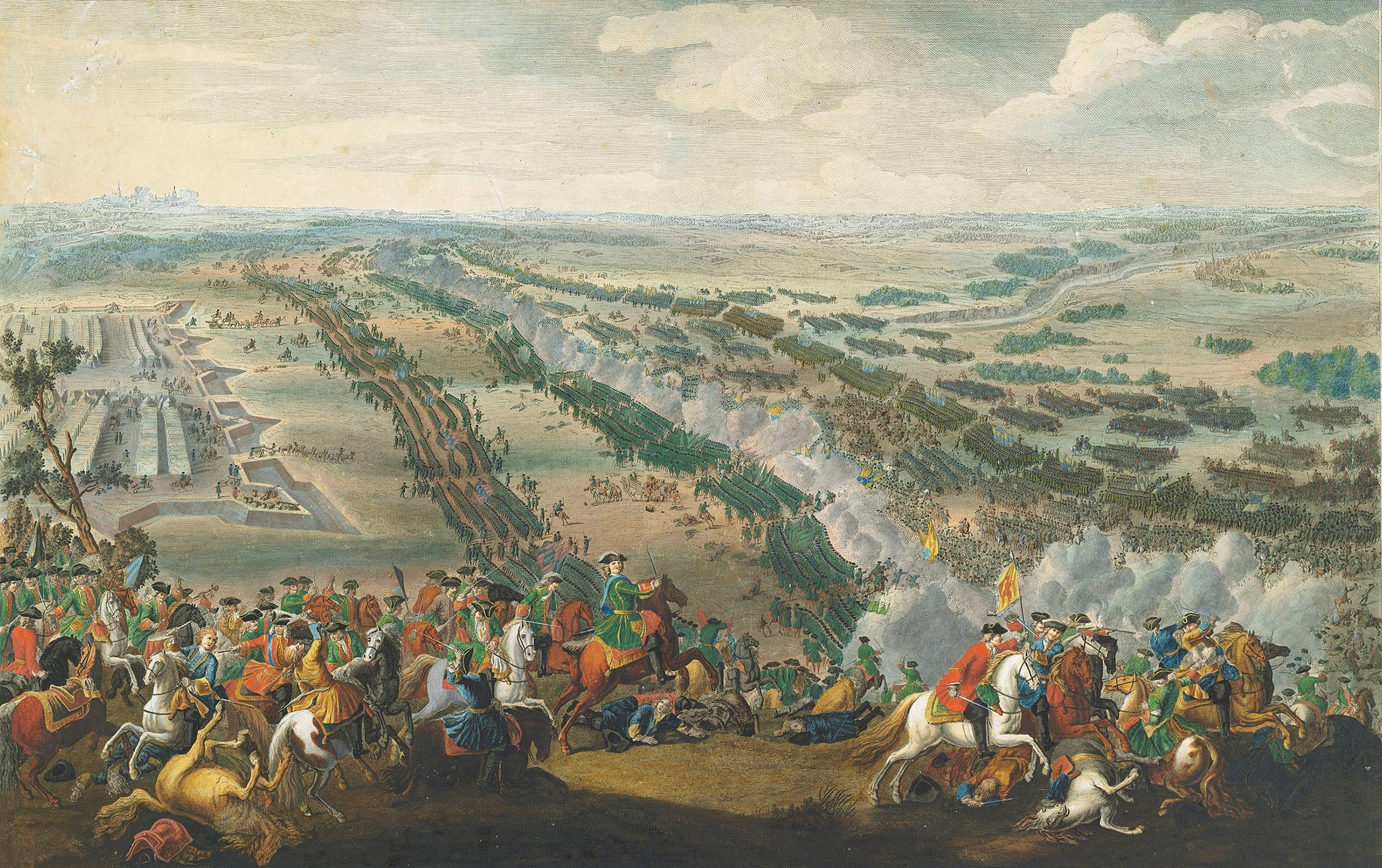
Slaget vid Poltavas slutskede, målad 1726 på uppdrag av Peter den store.
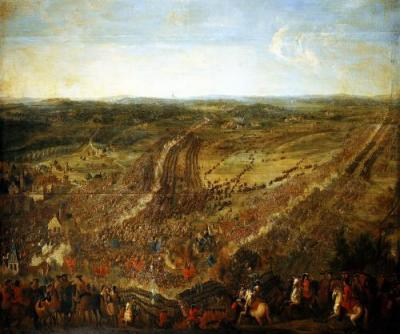
Slaget vid Fleurus, 1690.
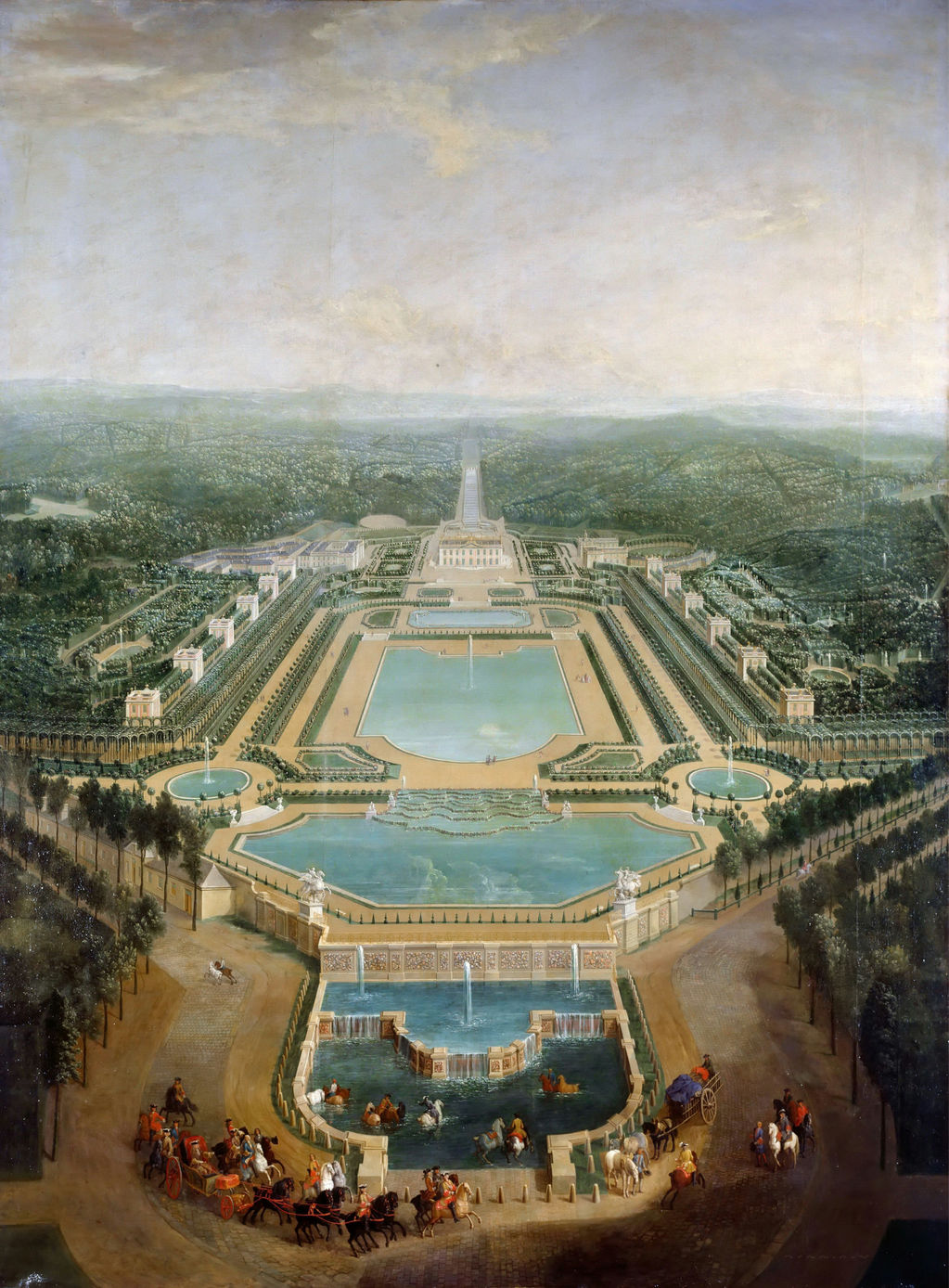
Château de Marly, 1724.
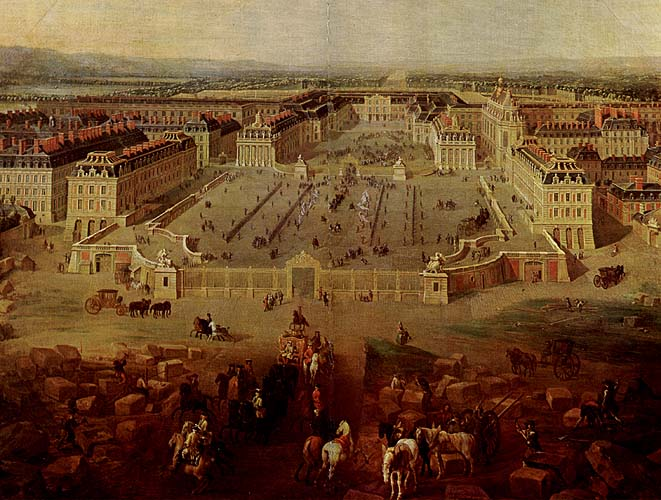
Slottet i Versailles, 1722.
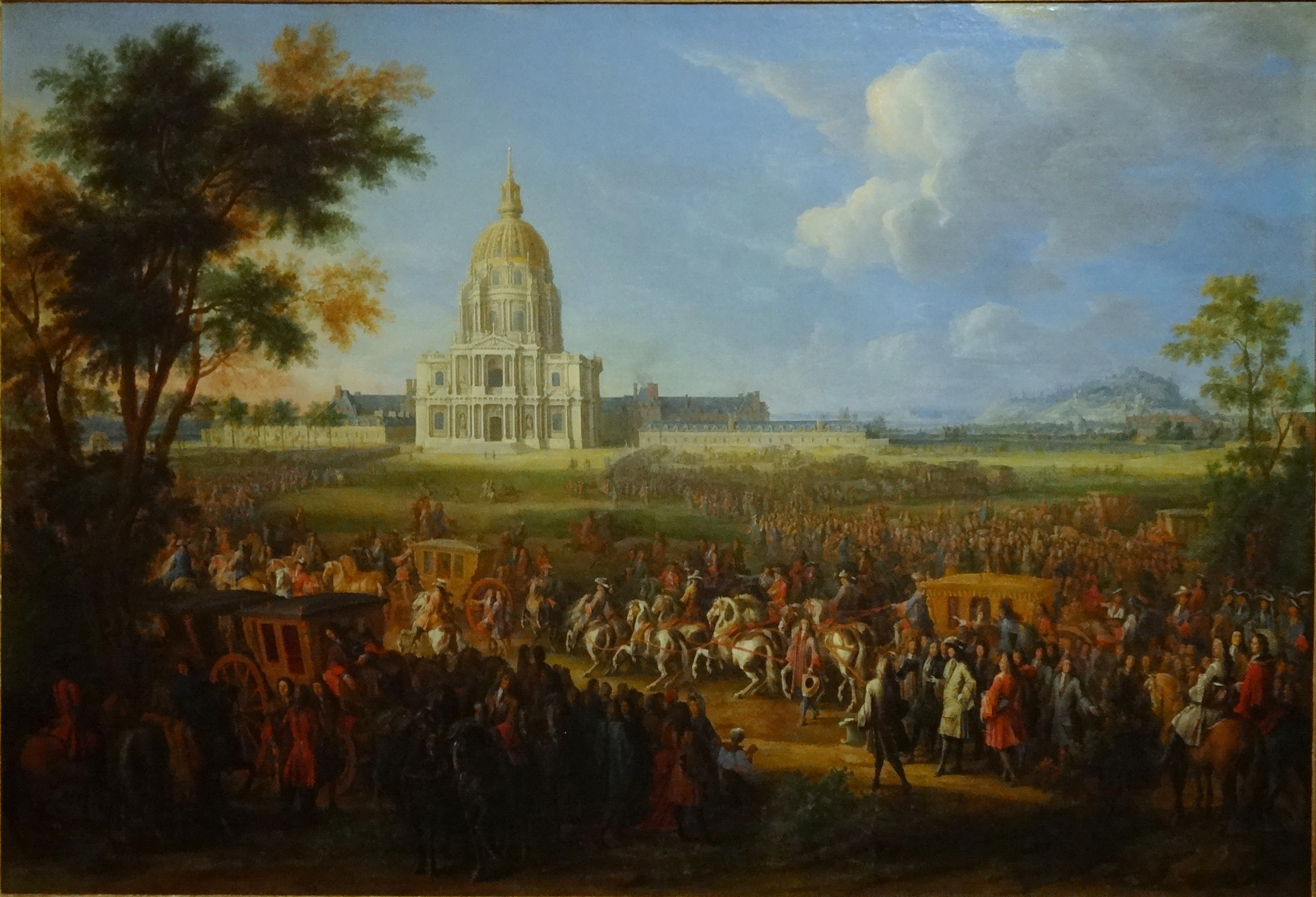
Ludvig XIV besöker Hôtel des Invalides, 1706.
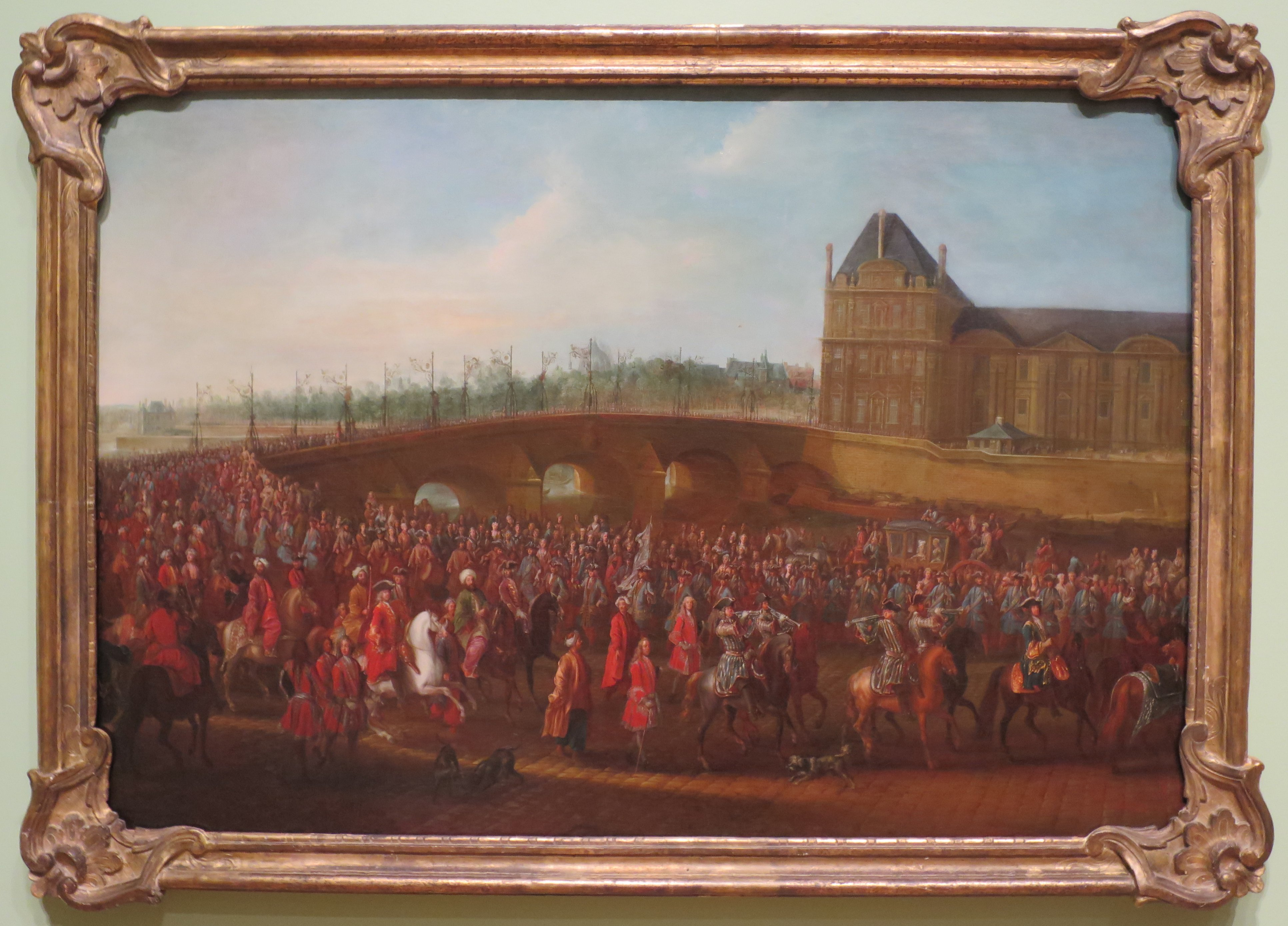
Den turkiske ambassadören Mehmet Efendi lämnar Tuilerieträdgården efter en audiens hos Ludvig XV, 1721.